# 구세프 분화구

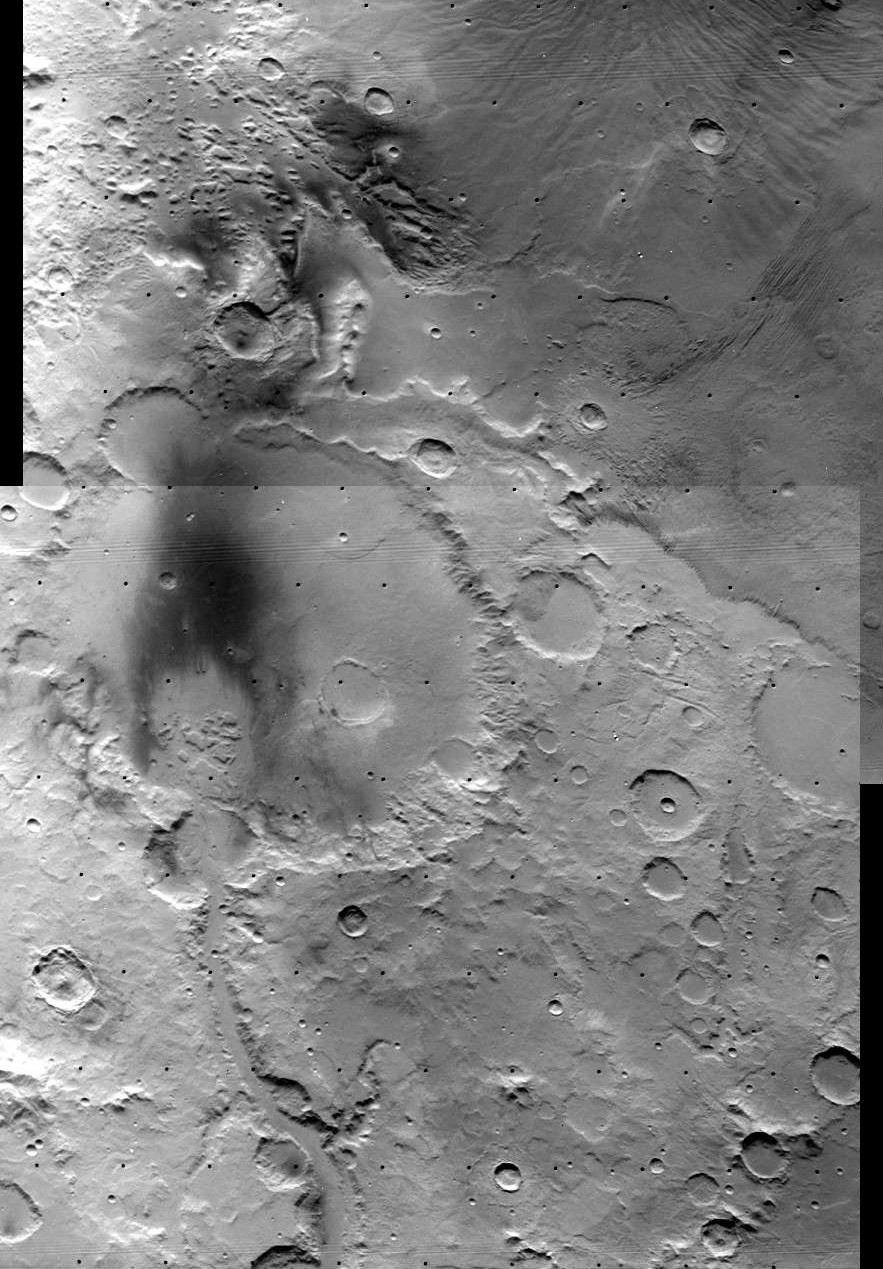
바이킹 궤도선 1호 모자이크 마딤발리스를 포함한 구세프 분화구 및 인근 지역

구세프 분화구(Gusev)는 화성의 적도 부근 남위 14.5도 동경 175.4도에 위치한 크레이터이다. 직경은 166km이며, 약 30억년에서 40억년 전에 형성된 것으로 추정되고 있다. 이 분화구의 이름은 1976년에 러시아의 19세기 천문학자 마트베이 구세프의 이름을 따왔다.
스피릿 로버가 분화구를 탐사하기 전, 분화구는 마딤 발리스(Ma'adim Vallis)가 분화구에서 기원했거나 둘 다 합쳐진 고대 호수 바닥으로 추정되었다. 이러한 해석은 바이킹 궤도선 이미지, MOC 이미지, TEMIS 열 매핑 및 MOLA 고도 매핑을 기반으로 했다. 그러나 스피릿 로버는 어떤 라쿠스트린 퇴적물도 발견하지 못했고, 대신에 감람석 현무암, 분쇄된 현무암, 용암, 화쇄암을 포함한 알칼리성 화산암을 발견했지만, 분출 중심부는 발견되지 않았다.

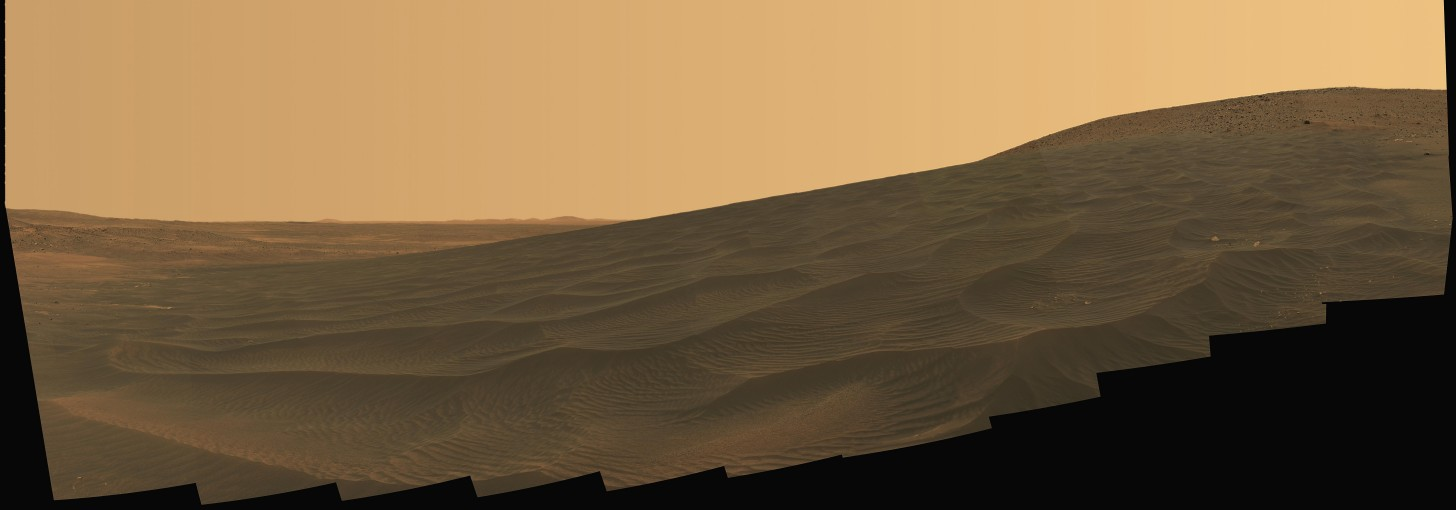
스피릿 로버가 2006년 1월 1일 구세프 분화구에서 찍은 파노라마 사진. 비탈을 올려다보며 '엘도라도'라고 불리는 어두운 들판의 잔물결치는 모래 퇴적물을 가로질러서 찍은 것이다.

더 최근에, 위성 사진들은 구세프의 바닥에 있는 회오리바람의 흔적을 보여주었다. 스피릿 로버는 나중에 땅에서 날아온 회오리바람의 사진을 찍었고, 그것의 수명 중 많은 부분이 태양 전지판을 청소하는 회오리바람 덕분일 것이다.
2004년 1월 3일, 구세프는 스피릿이라는 이름의 NASA의 화성 탐사 로봇 두 대의 첫 착륙지가 되었다. 처음에는 이 지역이 분화구의 평평한 용암 평야에서 연구할 수 있는 기반암의 부족으로 실망스러웠음에도 불구하고, 이 지역의 작고 더 최근의 수많은 분화구들이 초기 시대의 퇴적물들을 노출시켰을 것으로 기대되었다. 그러나 그것은 결국 컬럼비아 힐스에 도착했고, 그 지역에서 조사된 암석들은 비록 스피릿의 쌍둥이인 오퍼튜니티의 착륙 지역인 메리디아니 플란움만큼은 아니었지만, 고대에 그들과 상호작용하는 적은 양의 소금기가 있다는 증거를 보여주었다. 2009년에 스피릿은 그 지역의 토양에 갇히게 되었고 2010년에는 혹독한 화성 겨울이 찾아온 이후 오프라인 상태가 되었다. 구세프는 또한 마스 2020 퍼서비어런스의 착륙지로도 고려되었다.

## 스피릿 로버가 발견한 화성에서의 암석 및 광물
구세프 분화구 평지의 바위는 현무암의 일종이다. 그것들은 감람석, 휘석, 사장석, 마그네타이트를 포함하고 있고 불규칙한 구멍으로 결이 세기 때문에 화산 현무암처럼 보인다. 평지의 많은 토양은 그 지역의 암석들의 파괴에서 비롯되었다. 많은 양의 니켈이 몇몇 토양에서 발견되었는데, 아마도 운석으로부터 나왔을 것이라고 추정하고 있다. 분석을 통해 그 암석들이 적은 양의 물에 의해 약간 변형되었다는 것을 알 수 있다. 외부의 코팅과 바위 내부의 균열은 물이 퇴적된 광물, 아마도 브로민 화합물일 것이라고 추정하고 있다. 모든 암석은 미세한 먼지와 하나 이상의 단단한 껍질을 포함하고 있다. 한 가지 유형은 브러시를 사용하여 제거할 수 있고 다른 유형은 RAT(암석 마모 공구)를 사용하여 접지해야 한다.
컬럼비아 힐스에는 다양한 바위들이 있는데, 그 중 일부는 물에 의해 변화되었지만, 매우 많은 물에 의해서 변하지는 않았다.
구세프 분화구의 먼지의 양은 화성 전체의 먼지의 양과 같다. 그 먼지는 모두 자성을 띠고 있는 것으로 밝혀졌다. 게다가 스피릿은 광물 자석, 특히 타이타늄 성분이 함유된 자철석에 의해 자기가 발생한다는 것을 발견했다. 한 개의 자석은 모든 먼지를 완전히 돌릴 수 있었기 때문에 모든 화성 먼지는 자성으로 생각된다. 먼지의 스펙트럼은 궤도를 도는 위성들에 의해 감지된 타르시스나 아라비아와 같은 밝고 낮은 열 관성 영역의 스펙트럼과 비슷했다. 두께가 1밀리미터도 안 되는 얇은 먼지 층이 모든 표면을 덮고 있다. 그 안에는 화학적으로 결합된 소량의 물이 포함되어 있다.

### 평지
평지에서 암석을 관찰한 결과 감람석, 휘석, 사장석, 마그네타이트 광물이 함유되어 있음을 알 수 있다. 이 암석들은 다른 방법으로 분류될 수 있다. 광물의 양과 종류는 암석들을 원시 현무암으로 만들고, 또한 피크리틱 현무암으로도 불린다. 이 암석들은 현무암질 코마티아이트라고 불리는 고대의 육상암들과 비슷하다. 평지의 바위들은 화성에서 온 운석인 현무암질 셰르고타이트와도 비슷하다. 한 분류 체계는 알칼리 원소의 양을 그래프의 규소의 양과 비교한다. 이 분류 체계에서 구세프 분화구 평지의 암석은 현무암, 피크로바살트, 테프라이트가 만나는 지점 근처에 있다. 어바인-배러거(Irvine-Barager) 분류는 이를 현무암이라고 부른다. 평지의 암석은 매우 약간 변했는데, 아마도 얇은 물막들에 의해 변했을 것이다. 왜냐하면 그것들은 더 부드럽고 브로민 화합물일 수 있는 밝은 색의 물질을 포함하고 있기 때문이다. 광물화 과정을 유도하는 균열에 소량의 물이 들어갔을 것으로 생각된다. 암석의 코팅은 암석이 묻히고 물과 먼지의 얇은 막과 상호작용할 때 일어났을 수 있다. 그것들이 변형되었다는 한 가지 징후는 지구에서 발견된 것과 같은 종류의 암석들에 비해 이 암석들을 갈아내는 것이 더 쉽다는 것이었다.

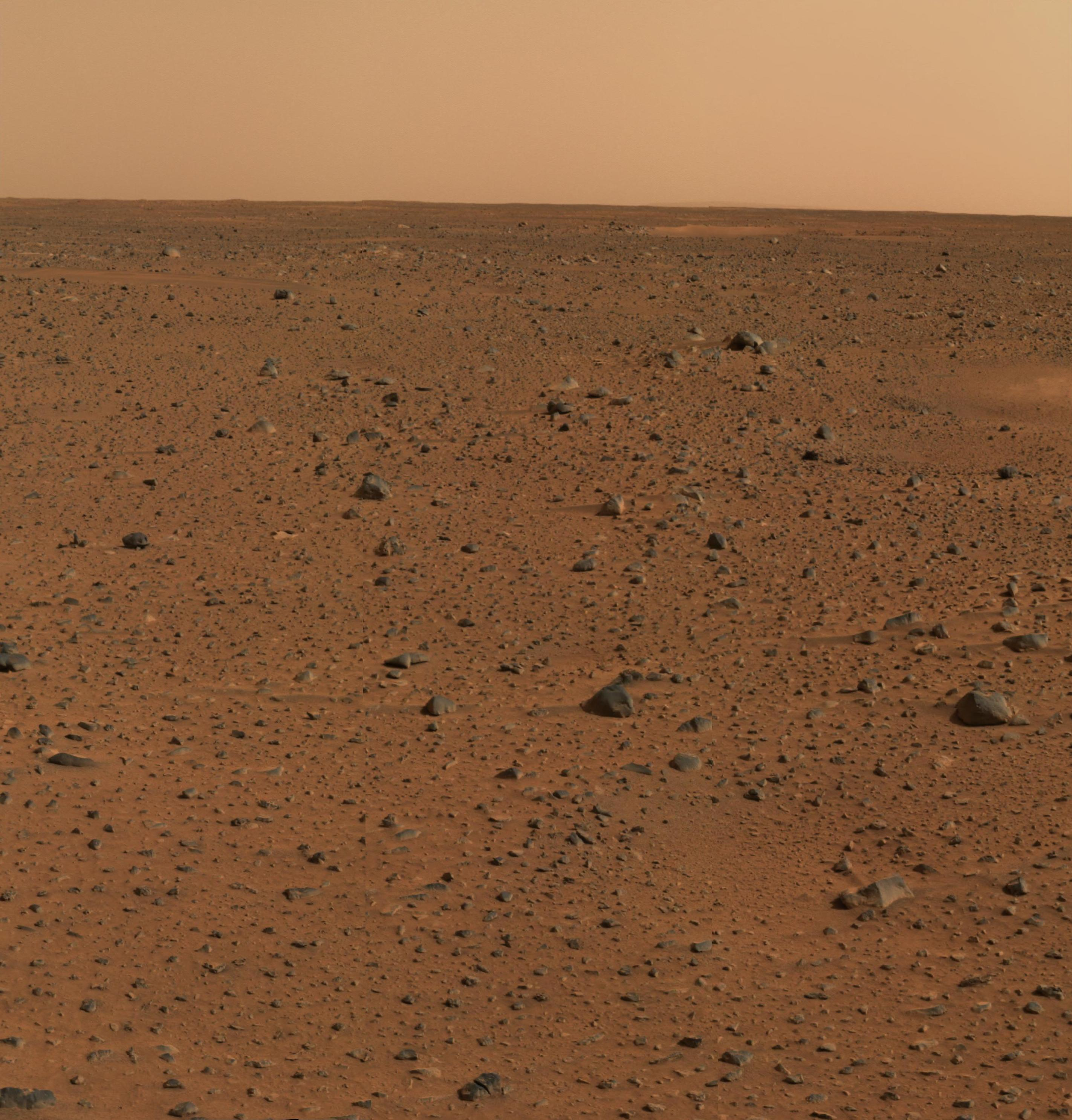
구세프 분화구의 첫 번째 컬러 사진이다. 바위는 현무암으로 밝혀졌다. 스피릿이 광물 자석 때문에 자성을 띠는 것으로 판명된 미세 먼지로 모든 것이 덮여 있었다.
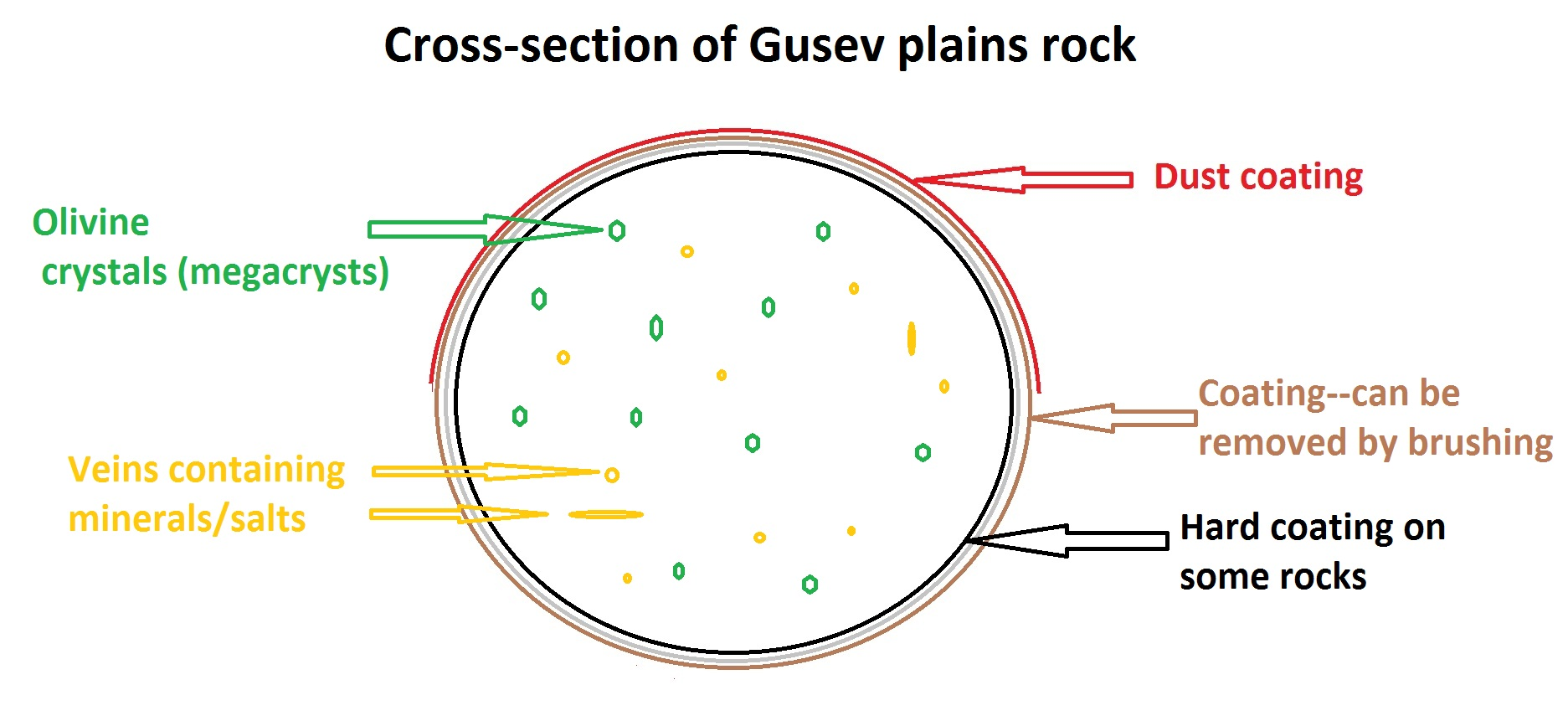
구세프 분화구의 평지에서 발견된 전형적인 암석의 단면도이다. 대부분의 암석은 먼지 코팅과 하나 이상의 단단한 코팅을 포함한다.
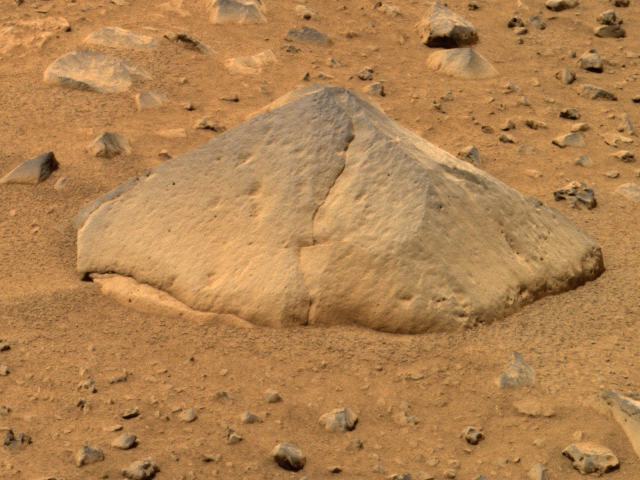
스피릿의 Pancam이 촬영한 Adirondack이라는 이름의 바위의 대략적인 실제 색 풍경이다.
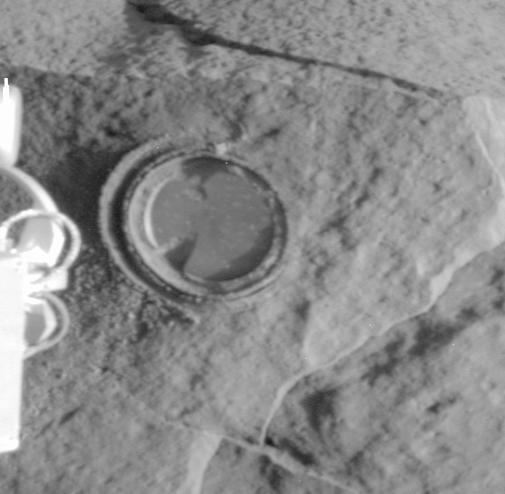
스피릿의 Pancam이 촬영한 RAT 연마 후 Adirondack의 디지털 카메라 이미지이다.

### 컬럼비아 힐스
과학자들은 컬럼비아 힐스에서 다양한 종류의 암석을 발견했고, 그들은 그것들을 6개의 다른 범주로 나누었다. 그 6개의 범주의 이름은 각각 클로비스, 위시본, 피스, 워치타워, 백스테이, 인디펜던스이다. 그들은 각 그룹의 눈에 띄는 바위의 이름을 따서 명명되었다. APXS에 의해 측정된 그들의 화학 성분은 서로 상당히 다르다. 가장 중요한 것은, 콜롬비아 힐스의 모든 암석들은 수용액으로 인해 다양한 변화 정도를 보여준다. 인, 황, 염소 및 브로민 원소에 농축되어 있으며, 이 원소들은 수용액으로 운반될 수 있다. 컬럼비아 힐스의 암석에는 다양한 양의 감람석과 황산염과 함께 현무암질 유리가 포함되어 있다. 감람석의 함량은 황산염의 양에 반비례한다. 물이 감람석을 파괴하지만 황산염을 생성하는데 도움을 주기 때문에 이것은 정확히 예상된 것이다.
클로비스 그룹은 뫼스바우어 분광계(Mössbauer spectrometer, MB)가 그 안에서 침철석을 검출했기 때문에 특히 흥미롭다. 침철석은 물이 있을 때만 형성되므로, 침철석의 발견은 콜롬비아 힐스 암석에서의 물이 과거에 있었다는 첫 번째 직접적인 증거이다. 게다가, 비록 한때 바위가 많은 감람석을 가지고 있었을지라도, MB 스펙트럼의 암석과 돌출부는 감람석의 존재에서 상당한 감소를 보여주었다. 감람석은 물이 있을 때 쉽게 분해되기 때문에 물이 부족하다는 것을 나타내는 표시이다. 황산염은 형성되기 위해 물이 필요하다. 위시스톤에는 다량의 사장석, 감람석, 그리고 산성 산화물이 들어 있었다. 피스 암석들은 유황과 결속된 물의 강력한 증거를 보여주었고, 그래서 수화된 황산염으로 추정된다. 워치타워 암석은 감람석이 부족해서 물에 의해 변했을지도 모른다. 인디펜던스 암석은 찰흙의 흔적을 보여주었다. 찰흙은 형성되기 위해 꽤 오랫동안 물에 노출되어야 한다. 컬럼비아 힐스의 Paso Robles라고 불리는 한 종류의 토양은 많은 양의 황, 인, 칼슘, 그리고 철을 함유하고 있기 때문에 증발 퇴적물일 수 있다. 또한, MB는 Paso Robles 토양에 있는 철의 많은 부분이 물이 존재했다면 일어날 산화, Fe+++ 형태라는 것을 발견했다.
6년간의 임무가 끝날 무렵, 많은 양의 순수한 실리카가 흙에서 발견되었다. 실리카는 물이 있거나 온천 환경에서 화산 활동에 의해 생성된 산성 증기와 토양의 상호작용에서 왔을 수 있다.
스피릿이 작동하는 것을 멈춘 후 과학자들은 Mini-TES라는 미니어처 열 방출 분광계로부터 오래된 데이터를 연구했고 많은 양의 탄산염이 풍부한 암석의 존재를 확인했는데, 이것은 행성의 지역들이 한때 물을 가지고 있었을 수도 있다는 것을 의미한다. 탄산염은 코만치(Comanche)라고 불리는 암석의 돌출부에서 발견되었다.
요약하자면, 스피릿은 구세프 분화구 평지에서 약간의 풍화작용의 증거를 발견했지만, 호수가 그곳에 있었다는 증거는 찾지 못했다. 그러나 컬럼비아 힐스에서는 적당한 양의 수성 풍화에 대한 명확한 증거가 있었다. 그 증거는 황산염과 물이 있을 때만 형성되는 광물질인 침철석과 탄산염이 있다는 사실을 포함했다. 구세프 분화구는 오래 전에 호수를 가지고 있었을 것으로 여겨지지만, 그 이후로 화성 물질로 덮여왔다. 게다가, 화성의 모든 것을 덮고 있는 얇은 코팅과 같은 먼지는 화성의 모든 부분에서도 똑같다.

## 구세프 분화구의 특징

### 힐스
- 컬럼비아 힐스는 스피릿의 원래 착륙 지점에서 3km 정도 떨어진 낮은 언덕이다. 스피릿은 컬럼비아 힐스를 탐색했다.
  - 허즈번드 언덕은 컬럼비아 힐스의 여러 언덕 중 하나이다.
  - 맥쿨 언덕은 컬럼비아 힐스의 여러 언덕 중 가장 높다.
  - 래리 룩아웃은 컬럼비아 힐스 내에 있다.
- 아폴로 1호 힐스는 스피릿 착륙지점에서 7~14km 떨어진 3개의 넓은 간격의 언덕이다.

### 운석 구덩이
- 본네빌은 스피릿이 방문한 200미터 크기의 분화구이다.
- 크리비츠는 구세프 분화구 내에 위치한 더 작은 분화구이다.
- 티라는 구세프 분화구 안에 위치한 분화구로, 허즈번드 언덕 정상에서 볼 수 있었다.

### 기타
- 슬리피 할로우는 스피릿의 착륙 지점 근처에 있는 얕은 움푹 패인 곳이다.
- 아디론댁은 스피릿이 찾은 첫번째 바위의 이름이다.
- 홈플레이트는 최근 스피릿이 연구한 층리와 비슷한 지질학적 특성을 가지고 있다.

## 착륙장소
구세프 분화구는 2017년 기준 마스 2020 탐사선 착륙지 후보 3곳 중 하나이다. 컬럼비아 힐스는 스피릿 탐사선에 의해 탐사된 적이 있는데, 스피릿 탐사선은 2010년에 몇 년간의 활동 끝에 통신을 중단했다.
2017년까지 마스 2020 탐사선의 다른 착륙지점은 북동 시르티스와 제제로 크레이터였다.

## 같이 보기
- 충돌구
- 충돌사건
- 스피릿 (탐사차)